# Вальтарий
Вальтарий (лат. Waltharius; точнее, «Вальтарий-силач» (лат. Waltharius manu fortis) — название латинской поэмы, написанной гекзаметрами монахом Санкт-Галленского монастыря. По одним данным, это был Эккехард I (ум. 973), по другим — его учитель Геральд. Была позже переделана монахом Эккехардом IV (умер около 1060).
Эта поэма, несмотря на то, что написана на латинском языке, принадлежит к числу важнейших памятников древнего немецкого героического эпоса. В ней описывается пребывание героя Вальтера Аквитанского (Vascônôlant) y Аттилы, бегство его с Гильдегундой, дочерью короля Генриха Бургундского, столкновение его вблизи Вормса с витязями короля Гунтера и наконец с самим этим королем.
Ближайшим источником поэмы (лучше всего изданной Як. Гриммом в его «Lat. Gedichte der 10 и 11 Jahrh.», Геттинген, 1837; позже — Гольдером, с переводом Шеффеля, Штутгарт, 1874) была, по всей вероятности, одна немецкая песнь, очень распространенная в X веке. Эпическая сила этой песни сохранилась и в самой поэме, несмотря на чужой язык и формы последней.